# 阿吉洛夫
阿吉洛夫（拉丁語：Agilulfus；550年代—616年4月）是伦巴第王国国王，公元591年-616年在位。

## 生平
阿吉洛夫出身图林根人，早年任都灵公爵。591年，其母系亲属奥塔里被毒死，阿吉洛夫被伦巴第人推举为国王，娶了奥塔里的遗孀狄奥多琳达。
受妻子影响，阿吉洛夫在伦巴第王国推广基督教，与罗马教宗额我略一世保持了长期的书信往来。他与西部的法兰克王国签订了和平协议，与东方的阿瓦尔人建立了同盟，并利用东罗马帝国与波斯的战争吞并了东罗马在意大利的诸多领土。
590年，在位二十五年后，阿吉洛夫于墨狄奥拉农逝世，他是首位自然死亡的意大利伦巴第王国君主。他年幼的儿子阿达罗尔德继承了王位，由母亲狄奥多琳达摄政。